# British Club
El British Club fue un antiguo equipo de fútbol que jugó en la Ciudad de México. El Club fue creado con intenciones culturales y de reunión social para la comunidad angloparlante de la República Mexicana. A instancias de Thomas Phillips, quien obsequió un espacio dentro de su propia casa para organizar las actividades de la nueva institución en 1899. El equipo de fútbol se formó en 1901 y fue protagonista de la Liga Mexicana hasta su retiro en 1912. El British Club como organismo cultural subsistió hasta 1970.

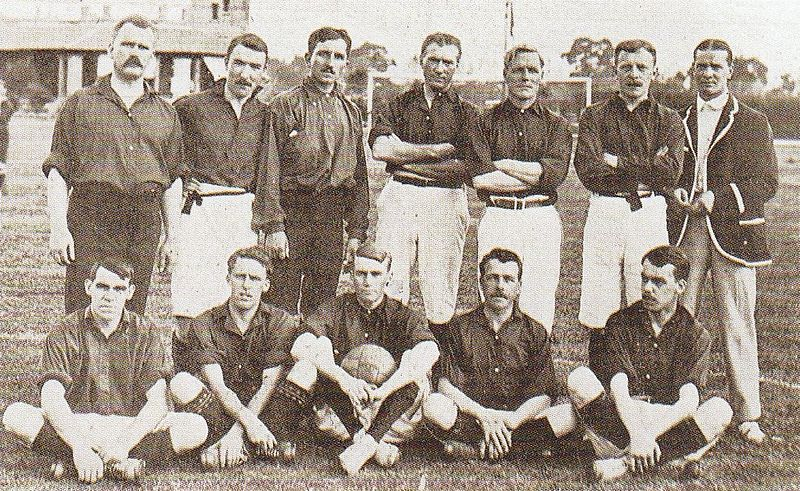
El British Club de la temporada 1902 - 1903 con su característico uniforme color chocolate que lucieron entre 1902 y 1905, antes de cambiar a las rayas azules y blancas

## Historia

### Organización
El Club existió durante varios años bajo diferentes denominaciones, su inmediato predecesor fue el Anglo-American Club (1879), el cual a su vez había tenido su origen en el Albion Club (1833), en 1899 tomo su nombre definitivo de British Club, en consideración que el otrora elemento Americano ya tenía su propio Club y era importante dar énfasis a la tradición inglesa, por lo que fue lógico el cambio de nombre con el apoyo principal de Thomas Phillips quién cedió un local de su propiedad para que el club tuviera sus actividades que de inicio eran culturales donde convites y recitales eran frecuentes para unir a la comunidad británica de la Ciudad de México.
Algunos años antes de la organización de la Liga Mexicana de Football, el Anglo-American Club ya había participado en algunos encuentros de futbol (1892); uniendo sus esfuerzos al London Bank de México para sostener partidos contra el Mexican Athletic Club y presumiblemente contra el Pachuca Football Club.
Hacia 1903 el domicilio del Club se encontraba en la calle de Coliseo Viejo (actual 16 de septiembre) número 21. Los miembros estaban divididos en "Town" que eran aquellos residentes en la Ciudad de México y los "Country" que eran aquellos que residían en el resto del país. El presidente era J.M.Anderson, Vicepresidente Jason Walker, Secretario E.A.E. Halliwell, Tesorero R.A.H. Watson, el Comité estaba formado por Bruce Bailey, Thomas Ford, H.E.Bourchier, Juan Hatfield, Jason Phillips y Thurston Hammer.

### Percy C. Clifford
Percy C. Clifford integrante del British Club también lo era del Club Reforma, miembro destacado y excelente golfista que adquirió fama por ello y fue reconocido internacionalmente, se mostró interesado en hacer un equipo de fútbol separado del Reforma AC y conformó el equipo de fútbol para el British Club en 1901. 
A partir de ese momento, Clifford dedicaría el resto de su vida al fútbol sobresaliendo más tarde como entrenador y directivo. El British Club fue apoyado económicamente por el Club Británico de la Ciudad de México, fundado en 1899, y tomó como base de entrenamientos las canchas localizadas en las instalaciones del Club Reforma.

### Personalidad del Club
En el British Club era predominante la presencia británica; al contrario de su rival deportivo el Club Reforma donde si confluian otras nacionalidades como franceses (Lacaud, Etchagaray), canadienses (Patton) o mexicanos (Gómez de Parada).
El Reforma y el British sostuvieron una gran rivalidad desde 1901. Pero el número de socios del British era menor. El equipo de los britishers se convirtió en el gran retador del poderío del Reforma. Se podría decir que fue el primer clásico del fútbol mexicano.
El British Club acostumbraba vestir con elegancia inglesa antes del partido, ya que consieraban que el deporte no estaba divorciado del buen gusto, por lo que en el medio tiempo, tomaban el té sentados en unas mesitas que ponían a la orilla del campo acompañados de hermosas damas.
El uniforme del British Club en un inicio no estaba bien determinado; durante los juegos amistosos en 1901 contra el Reforma este equipo vestia todo de blanco; en tanto que, el British para distinguirse además de la camisa blanca usaba un pantaloncillo obscuro. Ya para el primer torneo de liga el British definió su uniforme con la que se volvió su usual indumentaria: camisa color chocolate y pantalones blancos que utilizó de 1902 a 1905; para la temporada 1905-1906 cambió a las rayas azules y blancas; en sus temporadas finales vestía de azul obscuro.

### La Liga de Fútbol
En el salón del British Club se realizó la primera junta del fútbol amateur mexicano en julio de 1902, y para septiembre quedó constituida la "Liga de Foot-Ball Asociación Amateur" con un reglamento interno y se determinó que tres semanas después, el 19 de octubre en los campos del México Cricket Club, daría inicio el Primer Campeonato de Fútbol en México. Los cinco equipos que arrancaron la liga fueron: Pachuca Athletic Club, Reforma Athletic Club, British Club, México Cricket Club y el Orizaba Athletic Club.
Fue así que el British Club jugaría su primer partido el 19 de octubre de 1902 en la Ciudad de México, contra el México Cricket Club y lo ganó por marcador de 5-1 a favor del British.
Los Equipos alinearon así:
México Cricket Club. Julian N. Branch; R.N. Penny y J.McColl Saunders; Jenkins, J.M.M. MacFarlane y E.Watson; J.A. "Jack" Branch, Harold N. Branch, A.W. Laurie, Edgar Davis y A. S. Nesbit. uniforme con una camisa en rojo y vivos blancos con shorts blancos; British Club. N.P.Dewar: Percy C.Clifford y Fred Hogg; Vaughan, Crowder y Gilbert Varley; Edgar Jones, James F.Jeffcock, James F.McNabb, R.P.Easton y Robert H.A. Watson. uniforme con una camisa color chocolate y shorts blancos. Los goles fueron de Jack Branch por el México Cricket Club y por el British anotaron 2 McNabb, 2 Jones y 1 Clifford
El equipo jugaría todas las temporadas desde 1902 hasta 1912, quedando campeón de liga en la temporada 1907-08. También lograría otros títulos como la Copa Tower en 1911.

### El retiro del British Club
El British Club desde su fundación fue un equipo competitivo con una gran rivalidad ante el Reforma Athletic Club sostenido por grandes jugadores como Fred Hogg, J.F. McNabb, E.B. Ratcliffe y sobre todo a su legendario capitán Percy Charles Clifford. Sin embargo para la temporada de 1911 - 1912 el club estaba en decadencia, en cada partido se quedaba corto de jugadores y pedía la postergación de sus compromisos. El British no pudo sostenerse más, y desapareció al finalizar la temporada. A pesar de eso sus principales jugadores unieron esfuerzos con el equipo efímero del Popo Football Club para crear una nueva entidad el Rovers Football Club.

## Equipos campeones
Temporada: 1907-08
Entrenador: Percy Clifford

Equipo: Portero: J.H. Stagg, Defensas: Percy C. Clifford, Murdoch McClachlan, Medios: J.H.Alexander, J.A.Burns, Morton S. Turner, E.B. Ratcliffe, Delanteros: Agustín Gómez de Parada, Jorge Gómez de Parada, James F. McNabb, G.D. Gibson, A.M. Wallace.

## Jugadores

### Jugadores importantes
- Percy Charles Clifford: Nacido en Inglaterra, llegó muy joven a México, el personaje que mayor impulso dio para el desarrollo del fútbol organizado en el país, Fundador del British Club en su rama de fútbol, fue el capitán y líder, gran defensa, fue un deportista completo.
- Fred Hogg: Compañero de Clifford en la zaga del British, muy fuerte, fue muchas veces vice-capitán.
- Gilbert Varley: Fue el primer Secretario General del Fútbol organizado en México, aunque solo fue por una temporada ya que por razones de trabajo tuvo que mudarse a Suiza, mediocampista muy solvente.
- James F. McNabb: El primer gran centro delantero de la historia del fútbol mexicano, letal rematando con el pie y con la cabeza. Los datos más confiables de la temporada 1902- 1903 sugieren que él fue el primer campeón de goleo.

## Palmarés
| Competición nacional | Títulos | Subcampeonatos   |
| -------------------- | ------- | ---------------- |
| Liga Mexicana (1/2)  | 1907-08 | 1904-05, 1906-07 |
| Copa Tower (1/1)     | 1910-11 | 1907-08          |